# Kazalište Globe
Kazalište Globe (engl. Globe Theatre) najčešće se odnosi na tri kazališta u Londonu koja su vezana uz Williama Shakespearea.
1. Izvorni Globe, koji je 1599. sagradila glumačka družina kojoj je pripadao i Shakespeare, uništeno u požaru 1613.
2. Globe je ponovno izgrađen 1614., zatvoren 1642., srušen 1644.
3. Suvremena rekonstrukcija izvornoga Globea, imena Shakespeare's Globe Theatre, otvorena 1997.